# Момчилград
Момчилград (буг. Момчилград) град је у Републици Бугарској, у јужном делу земље, седиште истоимене општине Момчилград у оквиру Крџалијске области.

## Географија
Положај: Момчилград се налази у јужном делу Бугарске. Од престонице Софије град је удаљен 275 kmјугоисточно, а од обласног средишта, Крџалија град је удаљен 20 km јужно.
Рељеф: Област Момчилграда се налази у области источног била Родопа. Град се сместио у долини реке Врбице, на готово 500 m надморске висине.
Клима: Клима у Момчилграду је континентална.
Воде: Кроз Момчилград протиче река Врбица горњим делом свог тока.

## Историја
Област Момчилграда је првобитно било насељено Трачанима, а после њих овом облашћу владају стари Рим и Византија. Јужни Словени ово подручје насељавају у 7. веку. Од 9. века до 1373. године област је била у саставу средњовековне Бугарске.
Крајем 14. века област Момчилграда је пала под власт Османлија, који владају облашћу 5 векова.
Године 1912. град је постао део савремене бугарске државе. Насеље постоје убрзо средиште окупљања за села у околини, са више јавних установа и трговиштем.

## Становништво
По проценама из 2007. године Момчилград је имао око 9.000 становника. Огромна већина градског становништва су етнички Турци. Остатак су махом Бугари и Роми. Последњих 20ак година град је губио становништво због удаљености од главних токова развоја у земљи и исељавања Турака у матицу. Прикључење Бугарске Европској унији и оживљавање привреде довели су до обрнутог кретања становништва, пошто се исељено турско становништво стало враћати.
Претежан вероисповест месног становништва је ислам, а мањинска православље.